# Педро Шімосе
Пе́дро Шімо́се Каваму́ра (Pedro Shimose Kawamura; *30 березня 1940, Ріберальта, Бені, Болівія) — болівійський поет, журналіст, професор і есеїст.; живе і працює в Мадриді (Іспанія);   вважається одним із найвидатніших поетів Болівії.
Вихідець із родини японських емігрантів зумів яскраво віддзеркалити провідні мотиви болівійської художньої свідомості.

## біографія
Шімосе народився в 1940 році в родині японсько-болівійських батьків у місті Ріберальта в низинному департаменті Бені. 
Навчався у Вищому університеті Сан-Андрес у Ла-Пасі, Болівія, закінчив також Мадридський університет Комплутенсе в Іспанії.
Він спеціалізувався на журналістиці та деякий час працював у газеті Presencia. Також викладав у Вищому університеті Сан-Андрес.
Починаючи від 1971 року він живе в Мадриді, Іспанія.
У 1972 році П. Шімосе був удостоєний премії Casa de las Américas за поетичну збірку Quiero escribir, pero me sale espuma («Хочу писати вірші, а виходить піна»). У 1999 році він отримав Національну культурну премію Болівії. 
Член Болівійської Академії мови та Іспанської асоціації мистецтвознавців.

## З доробку
З моменту виходу Triludio en el exilio («Трилудіо у вигнанні») у 1961 році поет опублікува ще 8 поетичних збірок: Sardonia, Poemas para un pueblo («Вірші для народу»), Caducidad del fuego («Термін придатності вогню»), Al pie de la letra («Буква закону»), Reflexiones maquiavélicas («Макіавеллівські роздуми»), Bolero de caballería, Riberalta та Poemas («Вірші»). Інші публікації включають книгу оповідань El Coco se llama Drilo та Diccionario de autores iberoamericanos («Словник латиноамериканських авторів»).
Шімосе найбільш відомий своєю політично натхненною поезією, яка торкається тем національної ідентичності та соціального визволення. Поет віддав данину і реалістичній, і метафоричній манері письма.

## Нагороди
Педро Шімосе удостоєний нагород: 
- Премія Casa de las Américas (1972)
- Національна культурна премія Болівії (1999)